# Macropharyngodon meleagris
Macropharyngodon meleagris är en fiskart som först beskrevs av Valenciennes, 1839.  Macropharyngodon meleagris ingår i släktet Macropharyngodon och familjen läppfiskar. IUCN kategoriserar arten globalt som livskraftig. Inga underarter finns listade i Catalogue of Life.